# Jay Denham
Jay Denham ist ein Techno-DJ aus Kalamazoo (US-Bundesstaat Michigan), der mit einer Vielzahl stilprägender Veröffentlichungen   zu den wichtigsten Künstlern des Detroit Techno gehört.
Denham der in den 1970er Jahren in verschiedenen Punkbands Bass spielte, zog Mitte der 1980er nach Detroit, um an der Michigan State University zu studieren. Dort traf er auf Anthony Shakir, über den er später auch Derrick May kennenlernte. May ermutigt Denham, komplett nach Detroit umzuziehen. 
Aus der Zusammenarbeit mit Shakir und May entstand 1990 die In Sync E.P., welche Denham noch unter dem Pseudonym Vice auf Frictional veröffentlichte.
1992 zog Denham zurück nach Kalamazoo um sein eigenes Label Black Nation zu gründen. Sein Debüt-Album Escape To The Black Planet erschien 1998 auf Peter Wachas Label Disko B.
Mittlerweile gibt es etliche weitere Veröffentlichungen von Denham auf den Labels KMS Records und Black Nation.

## Alben
- Escape To The Black Planet (1998)
- Synthesised Society (1998)
- Fine Audio DJ Mix Series Vol. 9: Jay Denham (2005)
- The Truth (2008)